# Liste der Naturdenkmale in Beindersheim
Die Liste der Naturdenkmale in Beindersheim nennt die im Gemeindegebiet von Beindersheim ausgewiesenen Naturdenkmale (Stand 30. März 2013).

## Naturdenkmale
| Nr.         | Bezeichnung                                | Lage                             | Beschreibung                                                      | Bild                                    |
| ----------- | ------------------------------------------ | -------------------------------- | ----------------------------------------------------------------- | --------------------------------------- |
| ND-7338-313 | Baumanlage an der evangelischen Kirche     | Kirchenstraße, bei Nr. 7 Lage    | unter anderem Tilia sp.                                           | Fotos hochladen                         |
| ND-7338-314 | Alter Friedhof an der evangelischen Kirche | Kirchenstraße, hinter Nr. 7 Lage | mit „exotischer Esche“ (Fraxinus sp.); flächenhaftes Naturdenkmal | Direkt Bild zu diesem Denkmal hochladen |